# Pangasius sabahensis
Pangasius sabahensis es una especie de peces de la familia Pangasiidae en el orden de los Siluriformes.

## Distribución geográfica
Se encuentran en Asia: norte de Borneo (Malasia ).